# Carlo Donegani
Carlo Donegani (Brescia, 1775 – Milano, 7 maggio 1845) è stato un ingegnere italiano.
Costruì numerose strade e ottenne, per i suoi meriti professionali, il titolo di Cavaliere dell'Impero Austriaco.

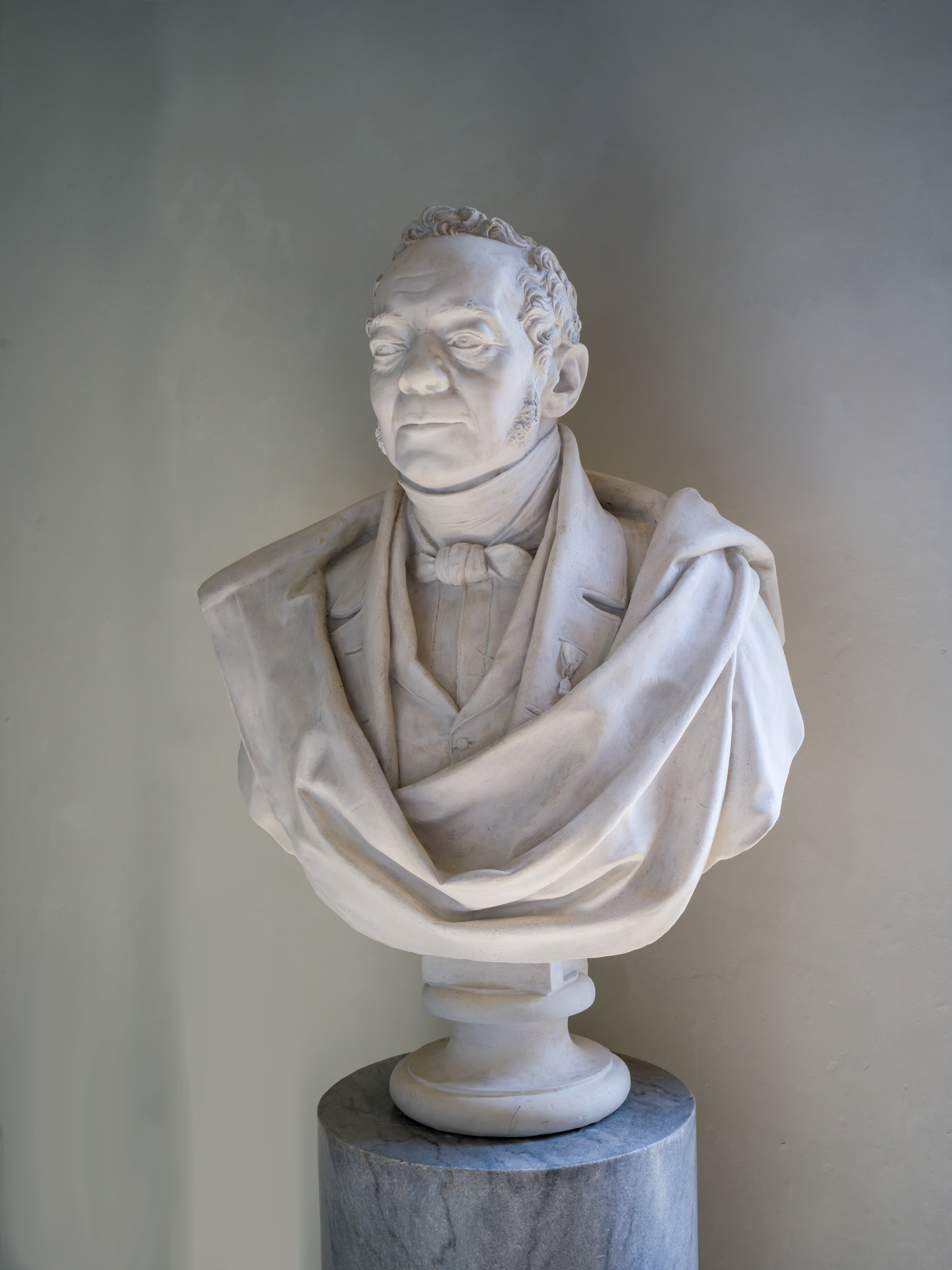
Busto di Carlo Donegani nel Palazzo Tosio a Brescia.

## Biografia

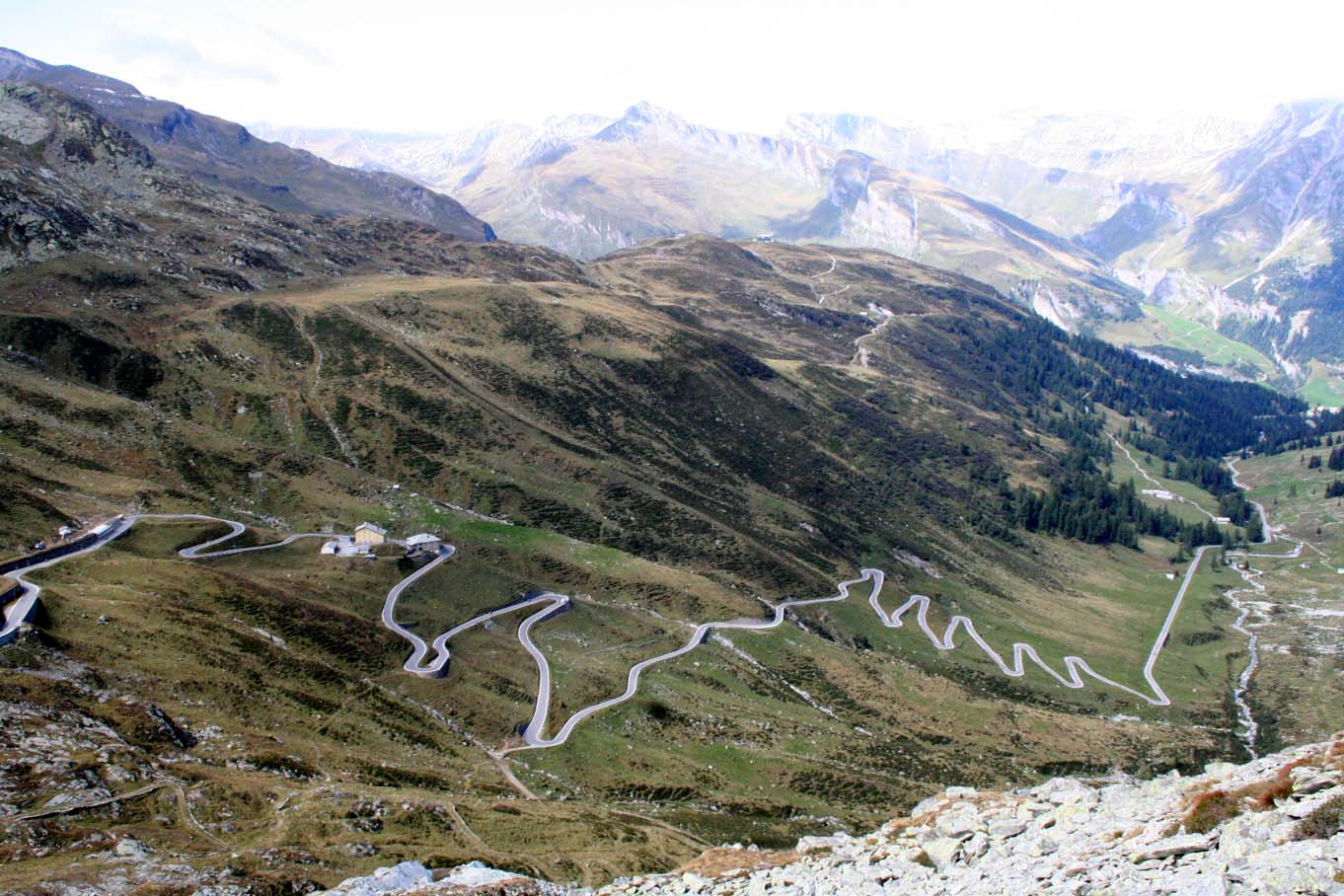
La strada verso il Passo dello Spluga, sul versante Svizzero

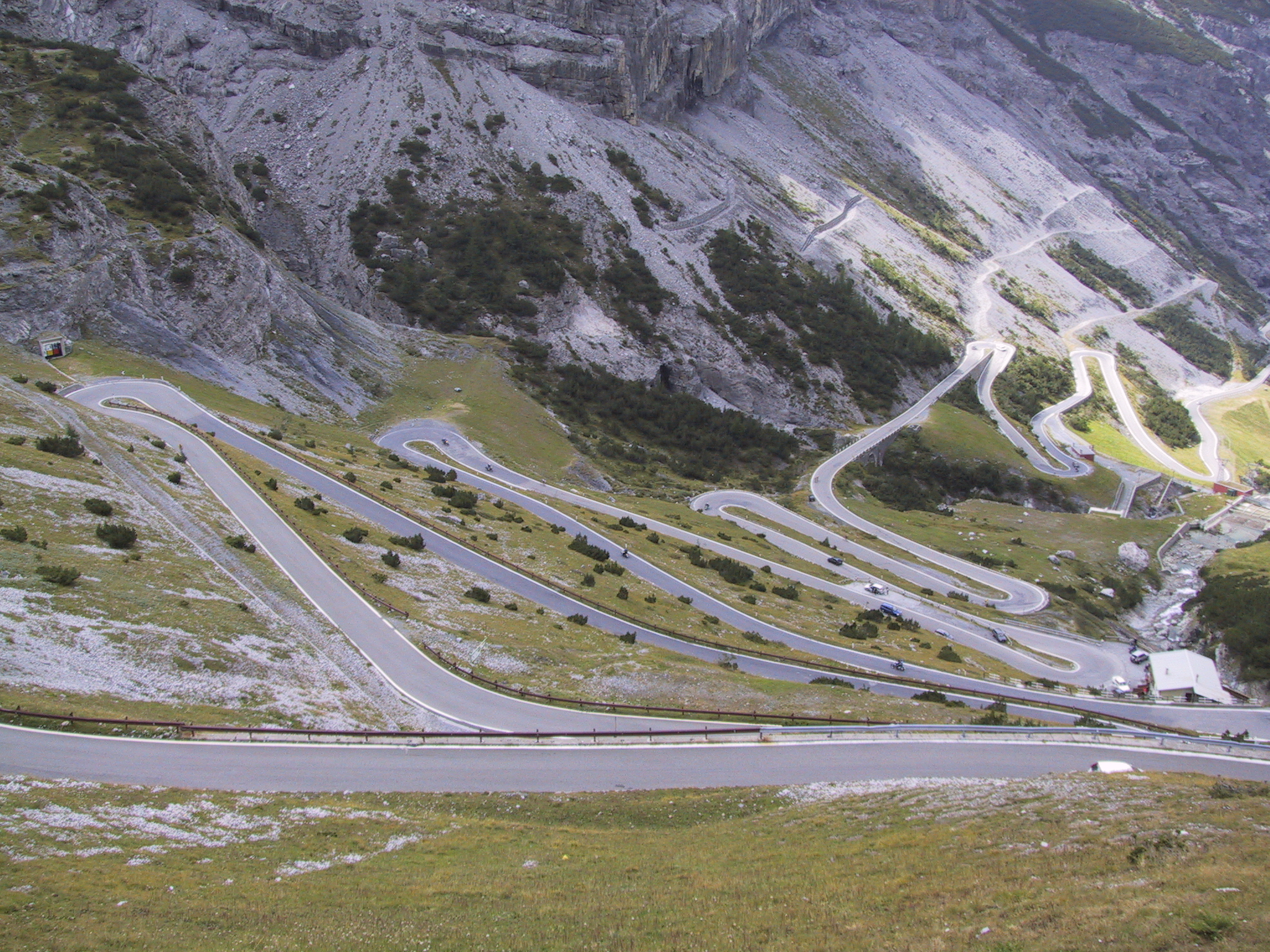
I tornanti della SS 38 dello Stelvio

Il padre, Giovanni Donegani, comprendendo le precoci attitudini del figlio, nel 1789 lo fece iscrivere all'Accademia di belle arti di Bologna,dove nel 1793, ottiene il premio Fiori per l'architettura. 
Da allora fino al 1796, Donegani visse a Roma per studiarne i monumenti. Dopo essere tornato a Brescia, eseguì vari lavori di architettura su commissione, tra cui nel 1803 la Chiesa di Castenedolo. Dopo diverse opere da architetto, Carlo Donegani ottenne la patente di Ingegnere, partecipando al progetto relativo al canale navigabile tra Brescia e il lago d'Iseo nel 1806. Nel 1807 fu nominato "Ingegnere di seconda classe" all'ufficio Acque e Strade del Dipartimento del Mella. A seguito di successive ulteriori promozioni, ricoprì l'incarico di "Ingegnere in Campo del Dipartimento del Metauro" ad Ancona, dove esegue la strada litoranea sino alla Palombella. In questa città progettò, fra gli altri, il Palazzo Prefettizio.
A seguito dei moti del Risorgimento tornò in Lombardia, dove ebbe la carica di "Ingegnere capo di prima classe" nelle province di Como e Sondrio. Fra le molte commissioni di opere di ingegneria eseguite da Donegani, la strada Lecco - Colico e la Colico - Chiavenna. In Valtellina, si occupò anche della risistemazione delle canalizzazioni delle acque dei fiumi Adda (a valle di Tirano) e Mallero (nel tratto dalla Valmalenco alla confluenza con l'Adda). Donegani fu attivo anche nelle terre di lingua tedesca, partecipando a un progetto d'avviso per l'apertura di un passaggio al Loiblpass e allo studio di una strada di collegamento tra Nauders e Finstermünz.
Tuttavia, le opere che maggiormente hanno valorizzato la vita lavorativa di Donegani sono la strada del passo dello Stelvio (Strada statale 38 dello Stelvio) che permetteva di collegare il Contado di Bormio con Trafoi in Val Venosta, e quella del passo dello Spluga (Strada statale 36 del Lago di Como e dello Spluga).
Quando, nel 1838, l'imperatore Ferdinando divenne re di Lombardia, conferì a Donegani l'ordine della corona ferrea di terza classe. L'anno seguente, lo stesso imperatore insignì l'ingegnere dei titoli di "Cavaliere dell'Impero austriaco" e di "Nobile di Stilfserberg" (Monte Stelvio).
Morì il 7 maggio 1845 a causa di problemi cardiaci aggravati, pare, dagli sforzi intrapresi percorrendo le Alpi per seguire i lavori progettati.

## Pubblicazioni
- Carlo Donegani, Sul progetto di condottare le acque sorgive del monte Conero ad Ancona, a cura di Commissione eletta dalla giunta municipale e dalla r. Camera di commercio, Ancona, Successore della tipografia Baluffi, 1863.
- Carlo Donegani, Sui torrenti e sulla loro confluenza nei fiumi delle grandi vallate, con nuove proposte relative alla bonificazione dei terreni paludosi : Memoria, Sondrio, Stab. Tip. A. Moro e C., 1888.
- Carlo Donegani, Sul mantenimento delle strade a carriera libera: lettere di Carlo Donegani, in Giornale d'agricoltura, industria e commercio del regno d'Italia, vol. 23.